# Justicia lilloi
Justicia lilloi är en akantusväxtart som först beskrevs av Lotti, och fick sitt nu gällande namn av C. Ezcurra. Justicia lilloi ingår i släktet Justicia och familjen akantusväxter. Inga underarter finns listade i Catalogue of Life.